# Rebecca McConnell
Rebecca McConnell (nacida como Rebecca Henderson, Camberra, 27 de septiembre de 1991) es una deportista australiana que compite en ciclismo de montaña en la disciplina de campo a través.
Ganó dos medallas de bronce en el Campeonato Mundial de Ciclismo de Montaña, en los años 2019 y 2020, ambas en la prueba individual.

## Medallero internacional
| Campeonato Mundial | Campeonato Mundial        | Campeonato Mundial | Campeonato Mundial |
| Año                | Lugar                     | Medalla            | Competición        |
| ------------------ | ------------------------- | ------------------ | ------------------ |
| 2019               | Mont-Sainte-Anne (Canadá) | Medalla de bronce  | Campo a través     |
| 2020               | Leogang (Austria)         | Medalla de bronce  | Campo a través     |